# 邓白氏
邓白氏公司（简称邓白氏,：DNB），是一家国际企业资讯和金融分析公司，总部设在美国新泽西州。

## 历史
邓白氏的历史可以追溯至1841年7月20日。刘易斯·大班(英語：Lewis Tappan)在纽约成立了第一家征信事务所 The Mercantile Agency，这家公司后来改名为邓氏（英語：R.G.Dun & Company)。该公司的宗旨是形成一个可以提供客观、可靠的資訊訊息的网络。
- 1849年，邓白氏公司出版了全球第一本商业资信评级参考书。
- 1900年，出版了全球第一本证券手册。
- 1933年，邓氏与其竞争对手白氏(英語：John M. Bradstreet)合并，形成了今天的邓白氏。
- 1963年，发明了邓白氏编码（英语：Data Universal Numbering System），将公司信息数字化，此举有效地将商业信息和信息科技结合在一起。
- 1975年，建立了美国商业信息中心。

为了将邓白氏打造成更小更专业的资信信息服务公司，公司自20世纪90年代起经历了一系列的重组。邓白氏将旗下子公司美国最大的市场调查公司AC尼尔森、Cognizant和Reuben H. Donnelley分出。
2001年曾将专事商业信用评级的子公司穆迪分出，形成两个单独的上市公司。
2003年邓白氏收购了商业调查公司Hoover's。同年，为致力于电子商务的发展，邓白氏与AIG合资打造了针对B2B电子商务环境的产品Avantrust。有四位美国前总统曾先后在邓白氏公司供职，他们是亚伯拉罕·林肯、尤利西斯·格兰特、格罗弗·克利夫兰和威廉·麦金莱。